# Arctostaphylos cinerea
Arctostaphylos cinerea är en ljungväxtart som beskrevs av Howell. Arctostaphylos cinerea ingår i släktet mjölonsläktet, och familjen ljungväxter. Inga underarter finns listade i Catalogue of Life.